# Hydrodendron leloupi
Hydrodendron leloupi is een hydroïdpoliep uit de familie Haleciidae. De poliep komt uit het geslacht Hydrodendron. Hydrodendron leloupi werd in 1983 voor het eerst wetenschappelijk beschreven door Hirohito. 